# Bisztrij Isztok-i járás
A Bisztrij Isztok-i járás (oroszul Быстроистокский район) Oroszország egyik járása az Altaji határterületen. Székhelye Bisztrij Isztok.

A Bisztrij Isztok-i járás az Altaji határterületen

## Népesség
- 1989-ben 13 618 lakosa volt.
- 2002-ben 12 484 lakosa volt, melyből 11 925 orosz, 204 német, 107 ukrán, 38 örmény, 30 azeri, 25 fehérorosz, 21 tatár, 19 udmurt stb.
- 2010-ben 10 150 lakosa volt.